# Solaris (日本のバンド)
solaris（ソラリス）は京都府出身のロックバンドである。2004年1月結成。2010年8月活動休止。

## メンバー
- ハノトモ（ボーカル･ギター））
- ヌマタユウキ（ギター･コーラス）
- ゆっこ（ドラム･コーラス）2005年9月加入。

サポートメンバー
- イシテツ（ベース）

旧メンバー
- ヤスヒコ　テラモト（ドラム）2004年10月脱退。
- やじまつ（ドラム）2004年12月加入。2005年5月脱退。（現モーモールルギャバン）
- ケースケ ジンライ（ベース）

## 概要
ケースケ ジンライ、youkiによる前バンド解散後、メンバー募集を通してハノトモと知り合い結成。その後ヤスヒコ　テラモトが加入し初期ソラリスがスタート。2004年3月、京都烏丸にあるライブハウスKYOTO MOJOにて初ライブが行われる。
その後、ライブハウス大阪扇町DICEにも進出。京都、大阪を中心としライブ活動を開始、それと同時に第1弾自主制作CD-R「solaris」をレコーディング。現在の代表曲でもある「ラブミーテンダー」を録音。初のリリース作品完成直後にヤスヒコ　テラモトが脱退。活動を休止する。
以前からハノトモと知り合いであった、やじまつが加入し、第2期ソラリスがスタート。
この頃から徐々に「hare-brained unity」「てるる...」「サキノハカ」など東京ギターロックバンドとのMOJOでの対バンなどもあり集客が徐々に増え始める。Zepp Nagoyaなど大ホールでもライブを経験。右肩上がりの中、突然のやじまつ脱退により再び活動を休止。
2～3ヶ月のインターバル後、現ドラマー「ゆっこ」加入。
第2弾自主制作CD-R「パドゥシャ」をリリース。徐々に実力を上げ東京にも進出。
東京ハイラインレコーズでは累計100枚以上をセールス。発売から1年以上も経ったにもかかわらず異例のウィークリーチャート13位にランクイン。
京都磔磔2マン、高円寺クラブライナーで3マン、十三ファンダンゴでの自主企画など、関西関東を問わずライブ活動を展開中。
同時に初の全国リリースアルバムのレコーディングを東京にて敢行。
2007年8月1日1stアルバム「youth of distortion」をハイラインレコーズにて先行発売。
同店のウィークリーチャート(8月5日付)において初登場1位を記録する。同CDは2007年10月3日に全国発売された。
2008年3月1日にはライブ会場、ハイラインレコーズ、Amazon限定でシングル「ギガ・アンドロメダ」を発売。
2010年8月、ヌマタの脱退とそれに伴う活動休止を発表。ハノトモ、ゆっこは新バンド「SATORI」の活動を開始した。

## ディスコグラフィー

### 自主製作CD-R
- solaris（2004年8月）￥500（taxin）
  1. ラブミーテンダー
  2. さよならはいつもここから
  3. so sad about us

- パドゥシャ（2006年3月）￥500（taxin）
  1. パドゥシャ
  2. ラブシーン
  3. きれいな星の夜

### シングルCD
- ギガ･アンドロメダ [FLOWER-095]

(2008年3月1日ハイラインレコーズ・amazon限定販売)　500円(税込)
1. ギガ･アンドロメダ
2. comin' boy

### CDアルバム
- youth of distortion [FLOWER-084]

（2007年8月1日ハイラインレコーズ先行発売。同年10月3日全国発売）1890円(税込)
1. ラブミーテンダー
2. からまわる世界
3. 飛べない翼
4. 風がない
5. so sad about us
6. もしも君が永遠なら
7. 夢で逢えたら

CD-EXTRAで「飛べない翼」のPVを収録

### 特典CD-R
■ライブ会場でのCD購入者のみの特典CD-R
上記リリース作品とは違いメンバーによるデモ録音盤である。
正式発表ではない為、収録曲は定かではない。
※2007年4月、現時点で確認されている収録
- 1. 夢で逢えたら
  2. 飛べない翼
  3. ギガ・アンドロメダ
  4. comin'boy

■Quip MAGAZINE48号（ 表紙 the pillows / LOST IN TIME ）
付属されているUNDER FLOWER15周年記念ボーナスCDにソラリスの
「飛べない翼」が収録されている。
上記デモ録音盤とは違い正式レコーディングバージョン。